# Chimonobambusa fansipanensis
Chimonobambusa fansipanensis är en gräsart som beskrevs av To Quyen Nguyen och Vucan. Chimonobambusa fansipanensis ingår i släktet Chimonobambusa och familjen gräs.
Artens utbredningsområde är Vietnam. Inga underarter finns listade i Catalogue of Life.